# Pierwój
Pierwój (1945 bis 2010 Pierwoj, deutsch Pierwoy) ist ein kleiner Ort in der polnischen Woiwodschaft Ermland-Masuren und gehört zur Stadt- und Landgemeinde Biskupiec (deutsch Bischofsburg) im Powiat Olsztyński (Kreis Allenstein).

## Geographische Lage
Pierwój liegt am Nordufer des Pierwoy-Sees (polnisch Jezioro Pierwój) inmitten der Woiwodschaft Ermland-Masuren, 15 Kilometer südwestlich der einstigen Kreisstadt Mrągowo (deutsch Sensburg) und 42 Kilometer nordöstlich der heutigen Kreismetropole Olsztyn (Allenstein).

## Geschichte

### Ortsgeschichte
Der kleine vor 1785 Pierwoyen genannte einstige Gutsort wurde 1785 als „ein adlig Pfandgut mit 4 Feuerstellen“ erwähnt. 1874 wurde es in den neu errichteten Amtsbezirk Ribben (polnisch Rybno) eingegliedert, der zum Kreis Sensburg im Regierungsbezirk Gumbinnen (1905 bis 1945: Regierungsbezirk Allenstein) in der preußischen Provinz Ostpreußen gehörte.
Aufgrund der Bestimmungen des Versailler Vertrags stimmte die Bevölkerung in den Volksabstimmungen in Ost- und Westpreussen am 11. Juli 1920 über die weitere staatliche Zugehörigkeit zu Ostpreußen (und damit zu Deutschland) oder den Anschluss an Polen ab. In Pierwoy stimmten 20 Einwohner für den Verbleib bei Ostpreußen, auf Polen entfielen keine Stimmen. Am 30. September 1928 verlor Pierwoy seine Eigenständigkeit und wurde in den Nachbarort Groß Kamionken (1929 bis 1945 Großsteinfelde, polnisch: Kamionka Wielka, nicht mehr existent) eingemeindet. 
Als 1945 in Kriegsfolge das gesamte südliche Ostpreußen an Polen fiel, war auch Pierwoy davon betroffen. Es erhielt die polnische Namensform „Pierwoj“, die 2010 in „Pierwój“ korrigiert wurde. Der Ort ist heute als „część wsi“ eng verwoben mit dem Nachbardorf Kamionka (deutsch Steinhof). Beide zusammen gehören als Ortschaften in den Verbund der Stadt- und Landgemeinde Biskupiec (Bischofsburg) im Powiat Olsztyński (Kreis Allenstein), bis 1998 der Woiwodschaft Olsztyn, seither der Woiwodschaft Ermland-Masuren zugehörig.

### Einwohnerzahlen
| Jahr | Anzahl |
| ---- | ------ |
| 1818 | 43     |
| 1839 | 48     |
| 1871 | 62     |
| 1885 | 66     |
| 1898 | 55     |
| 1905 | 41     |
| 1910 | 34     |

## Kirche
Die evangelische und die katholische Kirche waren in Pierwoy zahlenmäßig auffallend unterschiedlich groß: bei der Volkszählung am 1. Dezember 1905 waren 40 der 41 Einwohner evangelischer, und nur ein Einwohner katholischer Konfession.
Bis 1945 war Pierwoy in die evangelische Kirche Sorquitten in der Kirchenprovinz Ostpreußen der Kirche der Altpreußischen Union sowie bis 1894 in die katholische Pfarrei Bischofsburg, von 1894 bis 1945 in die Pfarrei Kobulten im damaligen Bistum Ermland eingepfarrt.
Pierwój gehört auch heute kirchlich zu den beiden Pfarreien: zur evangelischen Pfarrei Sorkwity, heute in der Diözese Masuren der Evangelisch-Augsburgischen Kirche in Polen gelegen, und zur katholischen Pfarrei Kobułty, die jetzt zu dem 1992 neu gebildeten Erzbistum Ermland innerhalb der polnischen katholischen Kirche gehört.

## Verkehr
Pierwój liegt verkehrsgünstig an einer Nebenstraße, die die polnische Landesstraße 16 (einstige deutsche Reichsstraße 127) bei Borki Wielkie (Groß Borken) mit der Woiwodschaftsstraße 600 bei Rybno (Ribben) verbindet. Ein Anschluss an den Schienenverkehr besteht nicht.